# ТЕС Ейвон
ТЕС Ейвон — теплова електростанція на південному сході Південно-Африканської Республіки, за 45 км на північний схід від Дурбана (провінція Квазулу-Наталь).
Основне виробництво електроенергії в ПАР традиційно здійснюється на вугільних конденсаційних електростанціях на північному сході країни. Проте для покриття пікових навантажень існують декілька газотурбінних станцій, дві з яких — Ейвон та Дедіса — спорудили за схожим проектом у середині 2010-х. Так, станція Ейвон, введена в експлуатацію у 2016 році, має чотири встановлені на роботу у відкритому циклі газові турбіни Ansaldo типу AE94.2 одиничною потужністю по 171 МВт, розраховані на використання нафтопродуктів. Очікується, що станція працюватиме приблизно 20 годин на тиждень, згладжуючи піки енергоспоживання.
Проект реалізував консорціум у складі французької GDF Suez (38 %), японської Mitsui (25 %), а також місцевих інвесторів, об'єднаних у Legend Power Solutions (27 %) та Broad-Based Black Economic Empowerment (BBBEE, 10 %).